# Machimus debilis
Machimus debilis är en tvåvingeart som beskrevs av Becker 1923. Machimus debilis ingår i släktet Machimus och familjen rovflugor.
Artens utbredningsområde är Frankrike. Inga underarter finns listade i Catalogue of Life.